# النموذج الخطي العام
نموذج الانحدار الخطي هو واحد من أكثر النماذج الرياضية (انظر الرياضيات) المستخدمة في الإحصاء. كثير من المناهح الاحصائية (تحليل التباين على سبيل المثال) يمكن اعتبارها كحالات خاصة من نموذج الانحدار الخطي. بصورة عامة يمكن تلخيص نموذج الانحدار الخطي بالنموذج التالي:
{\displaystyle \mathbf {y} =\mathbf {X} \mathbf {\beta } +\mathbf {\varepsilon } }
حيث أن {\displaystyle \mathbf {y} } : هو المتغير المعتمد، {\displaystyle \mathbf {X} } : هو المتغير أو المتغيرات المستقلة، {\displaystyle \mathbf {\varepsilon } } : هو الخطاء و{\displaystyle \mathbf {\beta } } : معالم (معلمة) نموذج الانحدار الخطي، مع:
{\displaystyle \mathbf {y} ={\begin{pmatrix}y_{1}\\\vdots \\y_{n}\end{pmatrix}}}, {\displaystyle \mathbf {X} ={\begin{pmatrix}1&x_{11}&\dots &x_{1k}\\\vdots &\vdots &\ddots &\vdots \\1&x_{n1}&\dots &x_{nk}\end{pmatrix}}}, {\displaystyle \mathbf {\beta } ={\begin{pmatrix}\beta _{0}\\\beta _{1}\\\vdots \\\beta _{k}\end{pmatrix}}}، {\displaystyle \mathbf {\varepsilon } ={\begin{pmatrix}\varepsilon _{1}\\\vdots \\\varepsilon _{n}\end{pmatrix}}}